# Serbian White Eagles
Serbian White Eagles Football Club (en serbio: Фудбалски клуб Српски бели орлови, Fudbalski klub Srpski beli orlovi) es un equipo de fútbol canadiense. El equipo es miembro de la Canadian Soccer League, la segunda liga de fútbol más importante de Canadá, y juega en la División Internacional.
Los colores de las camisetas titulares siempre son blancos, ya que conmemora el águila bicéfala blanca que aparece en la bandera de Serbia. El Serbian White Eagles juega como local en el estadio Centennial Park Stadium en Etobicoke, al oeste de Toronto.

## Historia
Los Serbian White Eagles fueron anotados en 1968 como un equipo amateur en la National Soccer League, donde jugaron hasta 1980, cuando el club abandonó la liga, convirtiéndose en un equipo amateur en el proceso. Continuaron así hasta febrero de 2006, cuando ingresaron a la CSL, convirtiéndose en el más antiguo e importante club de la liga. El Serbian White Eagles fue creado por la comunidad serbia-canadiense y tiene récord de asistencia en la CSL.
En 2008, el Serbian White Eagles disputó frente al Trois-Rivières Attak la final del Canadian Soccer League. Después de 120 minutos pasados por agua y una tanda de penaltis, el Serbian logró triunfar y así ganar la liga.
El asistente del DT, Dušan Prijić, es Igor Ćirić.
En 2009 también llegaron a la final. Frente al mismo rival del año anterior, el Trois-Rivieres Attak. Tras un empate en el global, debieron ir a penales, y esta vez la suerte estuvo del otro lado, y el equipo rival se consagró campeón del CSL Championship. La definición de la final fue en el estadio BMO Field, en Toronto, el 10 de octubre de 2009. The Attak, jugando con los mejores jugadores jóvenes canadienses de Quebec en su tercera temporada en la Canadian Soccer League, venció al Serbian White Eagles, un equipo con profesionales de Europa con mucha historia en el fútbol canadiense, comenzando en 1968. Serbian White Eagles ganó la International Division con el entrenador Rafael Carbajal, cambiando al entrenador Igor Ćirić por la parte final de la liga.

### Entrenadores
- Dragan Popović (1972–74)
- Dragoslav Šekularac (2006)
- Dušan Belić (2007)
- Siniša Ninković (2007)
- Branko Pavlović (2007)
- Milan Čančarević (2008–09)
- Rafael Carbajal (2009)
- Dušan Prijić (2009–10)
- Niki Budalic (2010–11)
- Mirko Medić (2011–12)
- Uroš Stamatović (2012–16)
- Mirko Medić (2016)
- Uroš Stamatović (2017)
- Milan Mijailović (2017)
- Uroš Stamatović  (2018-presente)

## Academia
Serbian White Eagles FC está afiliado al Toronto Falcons junior, y otros clubes menores, aunque la academia oficial fue lanzada en 2009. La academia del Serbian White Eagles FC es un entrenamiento profesional y un programa importante para los mejores jugadores jóvenes canadienses.

## Palmarés
- Canadian Soccer League (2): 2008, 2016
- CSL International Division (3): 2006, 2007, 2009
- Canadian Professional Soccer League (1): 1974 (Esto le permitió participar de la Copa de Campeones de la Concacaf 1975).

## Temporadas
| Año  | Liga | División           | PJ | G  | E | P  | Puntos | Temporada regular | Play-offs        |
| ---- | ---- | ------------------ | -- | -- | - | -- | ------ | ----------------- | ---------------- |
| 1970 | NSL  | "Senior"           | 26 | 17 | 5 | 4  | 39     | 3°                |                  |
| 1971 | NSL  | "Senior"           | 26 | 9  | 5 | 12 | 23     | 9°                |                  |
| 1972 | NSL  | "Senior"           | 26 | 20 | 3 | 5  | 43     | 2°                |                  |
| 1973 | NSL  | "Senior"           | 30 | 22 | 1 | 7  | 45     | 2°                |                  |
| 1974 | NSL  | "Senior"           | 36 | 28 | 7 | 1  | 63     | 1°                | Final            |
| 1975 | NSL  | "Primera División" | 38 | 23 | 7 | 8  | 53     | 4°                |                  |
| 1976 | NSL  | "Primera División" | 27 | 10 | 6 | 11 | 26     | 7°                |                  |
| 1977 | NSL  | "Primera División" | 36 | 0  | 7 | 29 | 7      | 10°               |                  |
| 1980 | NSL  | "Senior"           | 22 | 1  | 3 | 18 | 5      | 12°               |                  |
| 2006 | CSL  | "International"    | 22 | 17 | 4 | 1  | 55     | 1°                | Final            |
| 2007 | CSL  | "International"    | 22 | 14 | 3 | 5  | 45     | 1°                | Final            |
| 2008 | CSL  | "International"    | 22 | 12 | 5 | 5  | 41     | 2°                | Campeón          |
| 2009 | CSL  | "International"    | 18 | 11 | 3 | 4  | 36     | 1°                | Final            |
| 2010 | CSL  | "First"            | 24 | 12 | 9 | 3  | 45     | 2º                | Cuartos de final |
| 2011 | CSL  | "First"            | 26 | 13 | 7 | 6  | 46     | 5º                | Semifinales      |
| 2012 | CSL  | "First"            | 22 | 10 | 5 | 7  | 35     | 6º                | Semifinales      |
| 2013 | CSL  | "First"            | 22 | 8  | 2 | 12 | 26     | 8º                | Cuartos de final |
| 2014 | CSL  | "First"            | 18 | 6  | 5 | 7  | 23     | 6º                | Cuartos de final |
| 2015 | CSL  | "First"            | 22 | 16 | 4 | 2  | 52     | 1º                | Semifinales      |
| 2016 | CSL  | "First"            | 21 | 9  | 3 | 9  | 30     | 4º                | Campeón          |
| 2017 | CSL  | "First"            | 14 | 9  | 4 | 1  | 31     | 2º                | Semifinales      |
| 2018 | CSL  | "First"            | 16 | 5  | 4 | 7  | 19     | 6º                | Cuartos de final |
| 2019 | CSL  | "First"            | 18 | 9  | 4 | 5  | 31     | 5º                | Cuartos de final |
| 2020 | CSL  | "First"            | 8  | 3  | 1 | 4  | 10     | 4º                | Semifinales      |
| 2021 | CSL  | "First"            | 9  | 3  | 0 | 6  | 9      | 5º                | Semifinales      |
| 2022 | CSL  | "First"            | 11 | 5  | 4 | 2  | 19     | 1º                | Semifinales      |

## Actual Plantilla
- Actualizado al 29 de junio de 2017

### Goleadores Históricos
- 2006 - Gabriel Pop 27 (goleador de la CSL), Saša Viciknez 23
- 1974 - Mike Stojanović 52 (goleador de la NSL)
- 1972 - Šaban Romanović 23 (goleador de la NSL)

### Exjugadores importantes
| SFR Yugoslavia (1945–1992) FR Yugoslavia, Serbia y Montenegro (1992–2006) Serbia (2006–actual) - Milovan Bakić - Dušan Belić - Milan Kojić - Zoran Kokot - Božo Milić - Siniša Ninković - Uroš Predić - Đorđe Radan - Šaban Romanović - Mike Stojanović - Nenad Stojčić - Dragoslav Šekularac | Rumania - Gabriel Pop Brasil - Osni Neto Argentina - Diego Hernán Maradona Nigeria - Prince Ihekwoaba México - Ricardo Munguía Bielorrusia - Arthur Zaslavski |

## Seguidores
El grupo de seguidores del Serbian White Eagles, conocido como los Ultra Serbs, fue "formado" en 2006, pocos meses después de que los Serbian White Eagles se convirtieron en un equipo profesional. El nombre de Ultra Serbs representó, desde el principio, el nombre que iban a seguir todos los fanáticos de este club.
Los Ultra Serbs aparecen en muchos videos de YouTube. Estos videos son seguidos por fanáticos del Serbian, e incluso también de gente proveniente de Serbia.